# 凤尾蕨
凤尾蕨（学名：Pteris cretica var. nervosa）为凤尾蕨科凤尾蕨属下的一个变种。

## 扩展阅读
- 維基物種上的相關：凤尾蕨